# Mademoiselle Raucourt
Mademoiselle Raucourt, pseudonimo di Françoise Marie Antoinette Saucerotte (Nancy, 3 marzo 1756 – Parigi, 15 gennaio 1815), è stata un'attrice teatrale francese che recitò alla Comédie-Française, dal 1772 al 1799, dove divenne famosa nei ruoli drammatici.

## Biografia
Era figlia di un attore che la portò in Spagna. Lì debuttò in una tragedia all'età di dodici anni. Nel 1770 tornò in Francia a Rouen, ed ebbe grande successo come Euphmie in Gaston et Bayard di Belloy. Questo le valse l'iscrizione alla Comédie-Française.
Nel 1772 debuttò alla Comédie-Française nel ruolo di Didone. Recitò la tragedia classica in teatri sempre affollati, fino a quando gli scandali della sua vita privata e della sua stravaganza non fecero tramontare la sua popolarità.

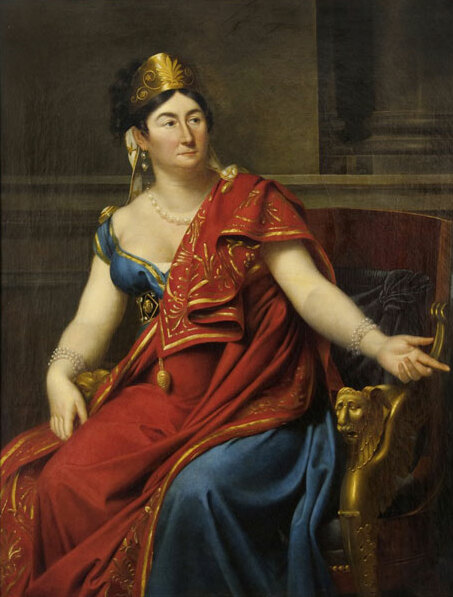
Mademoiselle Raucourt

La sua bellezza e il suo talento l'avevano resa famosa, ma le sue relazioni amorose con altre donne ne segnarono la fama. Era nota per aver avuto numerose relazioni con uomini e donne, preferendo queste ultime. Una sua amante era il soprano lirico Sophie Arnould. Famosi o no, ai suoi tempi questo poteva avere un effetto negativo su una carriera, e un opuscolo scandaloso popolare sosteneva che avesse diretto una società segreta di lesbiche a Parigi chiamata Sect of Anandrynes.
Una parte dei successivi tre anni la passò in prigione per debiti, ma un po' di tempo lo trascorse nelle capitali del nord Europa, seguita ovunque dallo scandalo. Sotto la protezione della regina riapparve al Comédie-Française nel 1779, e rinnovò il suo successo a Parigi, in Cleopatra e in tutti gli altri suoi ruoli precedenti.
Allo scoppio della rivoluzione francese fu imprigionata per sei mesi, con altri membri monarchici della Comédie-Française, e non riapparve su quel palcoscenico fino alla fine del 1793, e poi solo per un breve periodo. In prigione incontrò la sua ultima compagna, Henriette Simonnot-Ponty, con la quale visse fino alla morte. Abbandonò la compagnia, con una dozzina dei migliori attori, per fondarne una rivale, ma una pronuncia dal Direttorio la riportò indietro nel 1797.
Napoleone le diede una pensione, e nel 1806 le fu chiesto di organizzare una compagnia che avrebbe dovuto fare una tournée in Italia, dove, specialmente a Milano, ricevette un'accoglienza entusiastica. Tornò a Parigi pochi mesi prima della sua morte avvenuta il 15 gennaio 1815.
Il suo funerale si trasformò in una rivolta. Il clero della sua parrocchia si era rifiutato di ricevere la sua salma. La folla sfondò le porte della chiesa e fu trattenuta da ulteriori violenze dall'arrivo di un contingente di polizia inviato da Luigi XVIII. È sepolta nel cimitero di Père-Lachaise a Parigi.